# Akwatia
Akwatia è una città nella Regione Orientale del Ghana. Al censimento del 2013, aveva una popolazione di 23 766 abitanti.
È situata nel sud-est del paese, a breve distanza a sud del lago Volta e dell'altopiano di Kwahu, e vicino al fiume Birim, uno dei principali affluenti del fiume Pra.